# Virgen de Copacabana (película)
Virgen de Copacabana es una película dirigida y escrita por el cineasta Leonidas Zegarra. Se estrenó el 22 de marzo de 2012 en La Paz.

## Argumento
Tito, un hombre descendiente de los incas, vive en Copacabana, Bolivia, en la época de la colonización española de Sudamérica, con el colonialismo y la dominación del pueblo Inca por parte de los españoles. la crianza de Tito tuvo influencias católicas ya que los sacerdotes de la iglesia católica eran muy respetados por los nativos del lugar, este hecho dio origen al deseo incontrolable de Tito Yupanqui para esculpir la imagen de la Virgen María que más adelante se denominaría la Virgen de Copacabana.
Tito Yupanqui no sabía esculpir pero la Virgen María se le aparece en sueños y le ordena que debía esculpir su imagen, entonces Tito motivado por este hecho busca el modo para poder esculpir una imagen perfecta de la Virgen María y así cumplir su sagrada misión.
Después de muchas situaciones y adversidades que ocurren a lo largo de toda la vida de Tito, este logra finalmente completar la escultura de la Virgen de Copacabana cumpliendo así la misión encomendada a él por la misma Virgen María en sueños.